# Роґушин (Плонський повіт)
Роґушин (пол. Roguszyn) — село в Польщі, у гміні Червінськ-над-Віслою Плонського повіту Мазовецького воєводства.
Населення — 187 осіб (2011).
У 1975-1998 роках село належало до Плоцького воєводства.

## Демографія
Демографічна структура станом на 31 березня 2011 року:
|          | Загалом | Допрацездатний вік | Працездатний вік | Постпрацездатний вік |
| -------- | ------- | ------------------ | ---------------- | -------------------- |
| Чоловіки | 91      | 31                 | 54               | 6                    |
| Жінки    | 96      | 23                 | 51               | 22                   |
| Разом    | 187     | 54                 | 105              | 28                   |